# Martin Perscheid
Martin Perscheid (16 tháng 2 năm 1966 – 31 tháng 7 năm 2021) là một họa sĩ truyện tranh người Đức. Ông đã tạo ra một nhân vật chính vào năm 1994, nhân vật này xuất hiện từ năm 1998 với tựa đề Perscheids Abgründe (tạm dịch là "Vực thẳm của Perscheid"). Hơn 4.300 cột tranh biếm hoạ đã xuất hiện trên một số tờ báo và tạp chí của Đức. Ông còn được biết đến với "cái nhìn không sợ hãi về vực thẳm của con người về phân biệt giới tính, phân biệt chủng tộc, sự thiếu hiểu biết, tham nhũng và ngu si tất cả được ghi lại dưới sự hài hước của hài đen."

## Cuộc đời
Perscheid sinh ra ở Wesseling vào ngày 16 tháng 2 năm 1966, nơi ông đã sống và làm việc cho đến khi qua đời. Ông đã được đào tạo làm một hoạ sĩ in thạch bản. Perscheid đã kết hôn và có hai con nhưng vào thời điểm qua đời, ông đang có mối quan hệ tình cảm với đồng nghiệp là nữ họa sĩ truyện tranh Nadia Menze. Perscheid qua đời vào ngày 31 tháng 7 năm 2021 sau một thời gian dài đối mặt với căn bệnh ung thư.
Sinh ra trong một gia đình Công giáo, Perscheid sớm trở thành một người theo chủ nghĩa vô thần và nhân văn, điều này ảnh hưởng đáng kể đến sự nghiệp của ông. Từ năm 2020 cho đến khi qua đời, ông là thành viên ban cố vấn của Giordano Bruno Foundation, một tổ chức phi lợi nhuận đến từ Đức nhằm thúc đẩy chủ nghĩa nhân văn tiến hóa và sự khai sáng.

## Truyện tranh
Phong cách vẽ của Perscheid được so sánh với phong cách của Gary Larson. Các chủ đề trong truyện tranh của ông thường là châm biếm, kể cả những chủ đề bị cho là cấm kỵ và thường bao gồm cả hài đen.  Loạt truyện tranh của ông được vẽ ở định dạng ô thẳng đứng không thay đổi, có khung màu đen, được vẽ bằng các nét thưa thớt và phóng nét vẽ một cách chính xác ("mit zielsicherer Pointenführung").
Các tác phẩm của Perscheid đã được đăng trên nhiều tờ báo và tạp chí của Đức. Năm 1994, ông gia nhập Lappan Verlag và gắn bó cho đến khi qua đời. Sau đó, vị hoạ sĩ này còn sáng tạo ra nhân vật chính của mình, một người đàn ông hói đầu, đeo kính và là người thay thế cho chính bản thân Perscheid. Loạt truyện hoạt hình xoay quanh nhân vật của ông năm 1996 có tên là Perscheids Abgründe. Ông đã vẽ hơn hơn 4.300 tranh biếm hoạ về tác phẩm. Perscheid đã xuất bản cuốn sách đầu tiên của mình vào năm 1995. Trong sự nghiệp của mình, ông đã cho ra mắt hơn 25 cuốn sách với truyện tranh.

## Giải thưởng và di sản
Truyện tranh của Perscheid đã được trưng bày tại các viện bảo tàng, bao gồm một buổi trưng bày tại bảo tàng Caricatura ở Kassel và Bảo tàng der niederrheinischen Seele vào năm 2017.
Perscheid đã nhận được nhiều giải thưởng cho sự nghiệp của mình, bao gồm Giải thưởng Max & Moritz 2002 cho hạng mục Truyện tranh bằng tiếng Đức hay nhất, cũng như "Kulturplakette" (Giải thưởng Văn hóa) từ quê hương Wesseling của bản thân ông. Bảo tàng Caricatura đã vinh danh ông bằng một tác phẩm điêu khắc nhân vật hoạt hình của ông có tên là Der unbekannte Idiot (tạm dịch là "kẻ ngốc vô danh").
Sau khi qua đời, nhà xuất bản của Perscheid bày tỏ trong cáo phó rằng: "Sự dũng cảm của ông ấy khi nhìn thoáng qua tận cùng vực thẳm của con người về phân biệt giới tính, phân biệt chủng tộc, sự thiếu hiểu biết, tham nhũng và ngu si, cũng như cách ông thể hiện lại tất cả những điều này trong truyện tranh với sự chế nhạo gay gắt và hài đen là điều độc nhất vô nhị."